# هايدن نيكولاس
هايدن نيكولاس (بالإنجليزية: Hayden Nicholas)‏ هو منتج أسطوانات وكاتب أغاني أمريكي، ولد في 7 مايو 1956م.
1. ↑  "Hayden Nicholas". Hayden Nicholas | Guitarist, Songwriter, Author, Instructor. 12 أغسطس 2020. مؤرشف من الأصل في 2022-12-09. اطلع عليه بتاريخ 2022-12-09.